# 검은배과일박쥐
검은배과일박쥐(Melonycteris melanops)는 검은배과일박쥐속에 속하는 큰박쥐류 박쥐의 일종이다. 파푸아뉴기니 비스마르크 군도의 아열대 또는 열대 기후 지역에서 발견된다. 해수면부터 해발 고도 최대 1,600m 높이에서 서식한다.